# The Ned-Liest Catch
«The Ned-Liest Catch» (с англ. — «Лже-похищение Неда») — двадцать вторая, заключительная серия двадцать второго сезона мультсериала «Симпсоны».

## Сюжет
Барт устраивает в школе очередную шалость, за что получает по лицу от мисс Крабаппл. Суперинтендант Чалмерс говорит, что она будет сидеть в резиновой комнате (комнате для провинившихся учителей, которые сидят там, пока не узнают наказание), но будет получать полную зарплату. Барт чувствует себя виноватым и помогает Крабаппл выбраться из комнаты. Когда Эдна использует лестницу, чтобы покинуть здание, она ломается, но Нед Фландерс спасает учительницу от гибели.
Нед и Крабаппл начали встречаться, и Крабаппл разрешают снова преподавать при условии, что по субботам она должна будет работать на других работах, таких как тюремный надзиратель. Гомеру и Барту не нравится роман Неда и Крабаппл. Мардж говорит несколько хороших слов о Фландерсе и Крабаппл. После этого Гомер заводит Неда в Таверну Мо, где понимает, что Фландерс любит Крабаппл, но в таверне выясняется, что многие мужчины Спрингфилда заводили с ней отношения до Неда, в том числе и барабанщик Aerosmith Джоуи Крамер, что становится сюрпризом для Неда. Он в ужасе от Эдны убегает из дома, и Гомер сначала не обращает внимания на Неда, но потом с помощью Мардж убеждает Неда поговорить с Крабаппл. Нед говорит Эдне, что прощает её за прошлое, на что она сердито отвечает ему, что не жалеет о своём прошлом, но любит Неда и хочет встречаться с ним дальше.

## Голосование
В конце эпизода Гомер и Мардж дают ссылку на TheSimpsons.com, говоря о том, что зрители должны проголосовать, останутся ли Нед и Эдна вместе или нет. Результаты были объявлены в серии двадцать третьего сезона «The Falcon and the D’ohman».

## Культурные отсылки
- Название пародирует телешоу «Смертельный улов» (англ. Deadliest Catch).
- Эпизод, когда Крабаппл отказывается извиняться за своё сексуальное прошлое — отсылка к фильму «В погоне за Эми».

## Отношение критиков и публики
Во время первого показа эпизод посмотрели в 5,280 млн квартир, что составило 7 % от количества телезрителей в возрасте от 18 до 49 лет и 2,5 % от общего количества населения.